# Changshou (köpinghuvudort i Kina, Hubei Sheng, lat 31,42, long 112,61)
Changshou är en köpinghuvudort i Kina. Den ligger i provinsen Hubei, i den centrala delen av landet, omkring 180 kilometer nordväst om provinshuvudstaden Wuhan. Antalet invånare är 28 033. Befolkningen består av 13 863 kvinnor och 14 170 män. Barn under 15 år utgör 11,0 %, vuxna 15-64 år 79 %, och äldre över 65 år 9,0 %.
Runt Changshou är det ganska tätbefolkat, med 230 invånare per kvadratkilometer. Närmaste större samhälle är Fengle, 14,4 km väster om Changshou. Trakten runt Changshou består till största delen av jordbruksmark.
Genomsnittlig årsnederbörd är 1 100 millimeter. Den regnigaste månaden är augusti, med i genomsnitt 175 mm nederbörd, och den torraste är december, med 15 mm nederbörd.